# Miguel Cordero
Miguel Ángel Cordero Sánchez (ur. 10 września 1987 w Lebrija) – hiszpański piłkarz występujący na pozycji pomocnika w Gimnàstic Tarragona.